# Die 3. Generation
Die 3. Generation war eine deutsche Musikgruppe aus Berlin.

## Geschichte
Das Trio ging aus einem Casting von Arne Beyer und seinem Label telemedia GmbH hervor und bestand aus Tolga Ölmez, Julian Strehle und Darko Kordic. Die Gruppe hatte 1998 einen Auftritt in der fürs ZDF produzierten Weihnachtsserie Zwei allein (Folge 12) und wurde 1999 als beste Nachwuchsband mit dem Echo Pop ausgezeichnet. Erfolgreich war sie besonders im Jahr 2000, als Leb!, der Titelsong zur ersten Staffel von Big Brother, zwei Wochen den ersten Platz der deutschen Singlecharts belegte. Im selben Jahr zeichnete das Trio für den Song Glaub an dich, der für den KiKA produziert und unter anderem in der Livesendung Kikania verwendet wurde, verantwortlich.
Im Juli 2004 löste sich Die 3. Generation auf.
2009 benutzte RTL II ein Remake von Leb! als Titelmusik für die 9. Staffel der Sendung Big Brother. 2011 war das Lied der Titelsong der 11. Big-Brother-Staffel.
Darko Kordic, der später als Maler und Lackierer tätig war, nahm 2010 als Sänger an der vierten Staffel der RTL-Show Das Supertalent teil und war für das Finale qualifiziert, bei dem er jedoch nicht unter die Top 3 gewählt wurde.
Julian Strehle betrieb 2022 einen Kiosk in Berlin-Schmargendorf.

## Diskografie

### Studioalben
| Jahr | Titel                | Höchstplatzierung, Gesamtwochen, AuszeichnungChartsChartplatzierungen (Jahr, Titel, Platzierungen, Wochen, Auszeichnungen, Anmerkungen) | Anmerkungen                              |
| Jahr | Titel                | DE | Anmerkungen                              |
| ---- | -------------------- | --- | ---------------------------------------- |
| 1998 | Die 3. Generation    | DE42 (14 Wo.)DE | Erstveröffentlichung: 30. November 1998  |
| 1999 | Für morgen           | DE52 (5 Wo.)DE | Erstveröffentlichung: 15. November 1999  |
| 2000 | Die Dritte           | DE46 (6 Wo.)DE | Erstveröffentlichung: 13. November 2000  |
| 2001 | Alles, was du willst | DE16 (4 Wo.)DE | Erstveröffentlichung: 24. September 2001 |
| 2004 | Runde 5              | — | Erstveröffentlichung: 5. April 2004      |

### Singles
| Jahr | Titel Album                               | Höchstplatzierung, Gesamtwochen, AuszeichnungChartplatzierungen (Jahr, Titel, Album, Platzierungen, Wochen, Auszeichnungen, Anmerkungen) | Höchstplatzierung, Gesamtwochen, AuszeichnungChartplatzierungen (Jahr, Titel, Album, Platzierungen, Wochen, Auszeichnungen, Anmerkungen) | Höchstplatzierung, Gesamtwochen, AuszeichnungChartplatzierungen (Jahr, Titel, Album, Platzierungen, Wochen, Auszeichnungen, Anmerkungen) | Anmerkungen                             |
| Jahr | Titel Album                               | DE | AT | CH | Anmerkungen                             |
| ---- | ----------------------------------------- | --- | --- | --- | --------------------------------------- |
| 1998 | Vater, wo bist du? Die 3. Generation      | DE7 Gold · (19 Wo.)DE | — | CH9 (13 Wo.)CH | Erstveröffentlichung: 2. November 1998  |
| 1999 | Halt’s Maul Die 3. Generation             | DE17 (11 Wo.)DE | — | CH35 (2 Wo.)CH | Erstveröffentlichung: 22. März 1999     |
| 1999 | Du bist der Sommer Die 3. Generation      | DE33 (13 Wo.)DE | — | CH35 (1 Wo.)CH | Erstveröffentlichung: 5. Juli 1999      |
| 1999 | Bitte nicht Für Morgen                    | DE41 (7 Wo.)DE | — | — | Erstveröffentlichung: 4. Oktober 1999   |
| 2000 | Geschichte Für Morgen                     | DE70 (2 Wo.)DE | — | — | Erstveröffentlichung: 7. Februar 2000   |
| 2000 | Leb! –                                    | DE1 Platin · (13 Wo.)DE | AT3 (11 Wo.)AT | CH5 (12 Wo.)CH | Erstveröffentlichung: 10. April 2000    |
| 2000 | Das ist Welt! Die Dritte                  | DE66 (3 Wo.)DE | — | — | Erstveröffentlichung: 31. Juli 2000     |
| 2000 | Ich will, dass du mich liebst Die Dritte  | DE6 (13 Wo.)DE | AT31 (9 Wo.)AT | CH24 (13 Wo.)CH | Erstveröffentlichung: 23. Oktober 2000  |
| 2001 | Der Sonne entgegen... Alles Was Du Willst | DE36 (9 Wo.)DE | — | CH38 (3 Wo.)CH | Erstveröffentlichung: 17. April 2001    |
| 2001 | Glaub nicht alles Alles Was Du Willst     | DE46 (8 Wo.)DE | — | CH92 (1 Wo.)CH | Erstveröffentlichung: 20. August 2001   |
| 2001 | Drei kleine Worte Alles Was Du Willst     | — | — | — | Erstveröffentlichung: 10. Dezember 2001 |
| 2003 | Was passiert Runde 5                      | DE48 (4 Wo.)DE | — | — | Erstveröffentlichung: 14. Juli 2003     |
| 2004 | Was ist Glück? Runde 5                    | DE100 (1 Wo.)DE | — | — | Erstveröffentlichung: 15. März 2004     |

## Auszeichnungen
- 1999: Echo als beste Nachwuchsband
- 1999: Goldener BRAVO-Otto
- 2000: RSH-Gold[5]
- 2000 Top of the Pops Award